# Pakistán en los Juegos Paralímpicos de Atenas 2004
Pakistán estuvo representado en los Juegos Paralímpicos de Atenas 2004 por nueve deportistas, ocho hombres y una mujer. El equipo paralímpico pakistaní no obtuvo ninguna medalla en estos Juegos.